# Klusy (Orzysz)
Klusy (deutsch Klaussen) ist ein Dorf in der polnischen Woiwodschaft Ermland-Masuren, das zur Gmina Orzysz (Stadt- und Landgemeinde Arys) im Powiat Piski (Kreis Johannisburg) gehört.

## Geographische Lage
Klusy – nur durch Powiat- und Gmina-Grenze vom gleichnamigen Nachbarort Klusy getrennt – liegt am Nordwestufer des Lipinsker Sees (1935 bis 1945 Seebrücker See, polnisch Jezioro Lipińskie) im Osten der Woiwodschaft Ermland-Masuren, 15 Kilometer südwestlich der einstigen Kreisstadt Lyck (polnisch Ełk) bzw. 27 Kilometer nordöstlich der jetzigen Kreismetropole Pisz (deutsch Johannisburg).

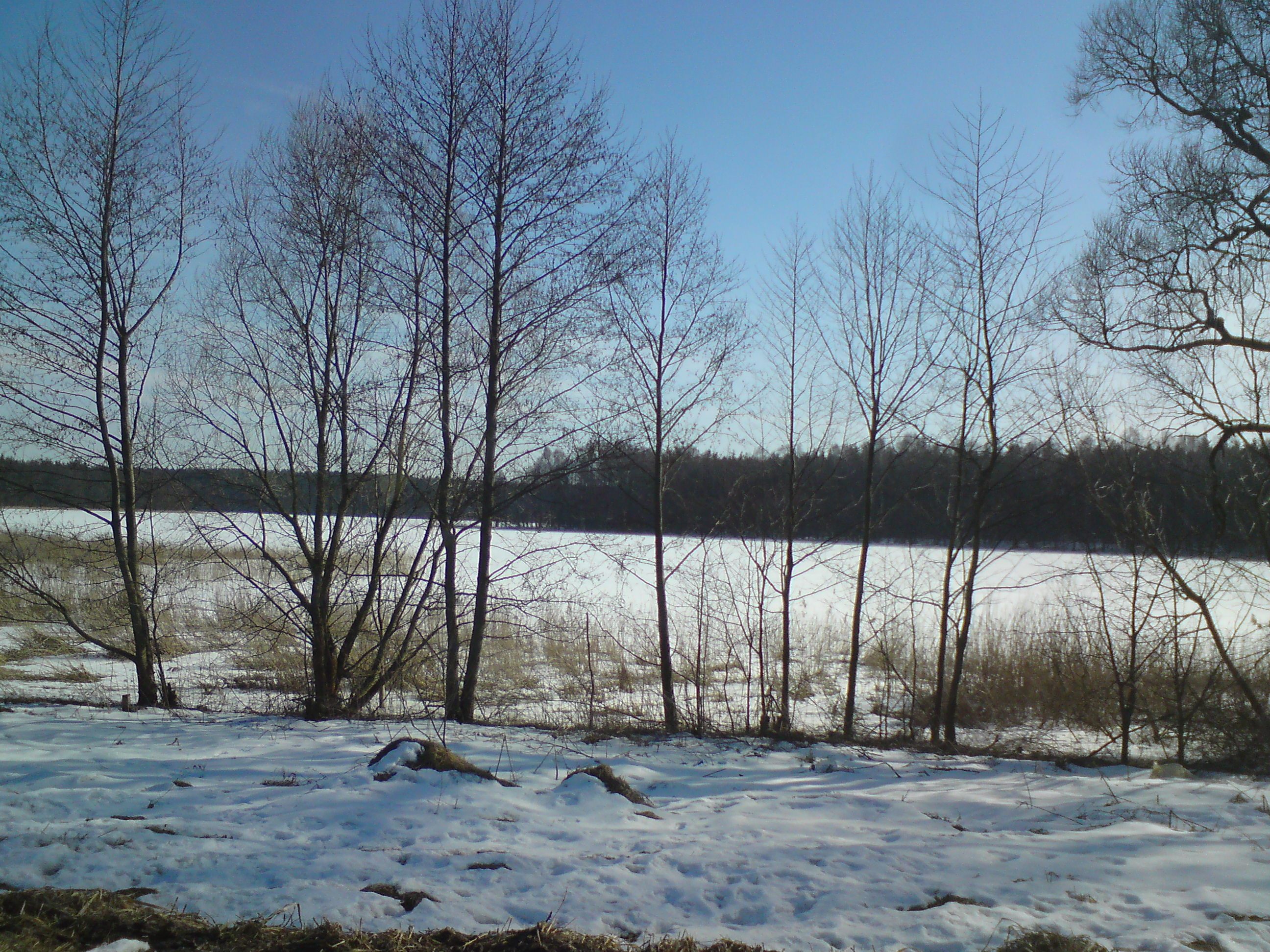
Der Jezioro Lipińskie (Lipinsker See/Seebrücker See) im Winter

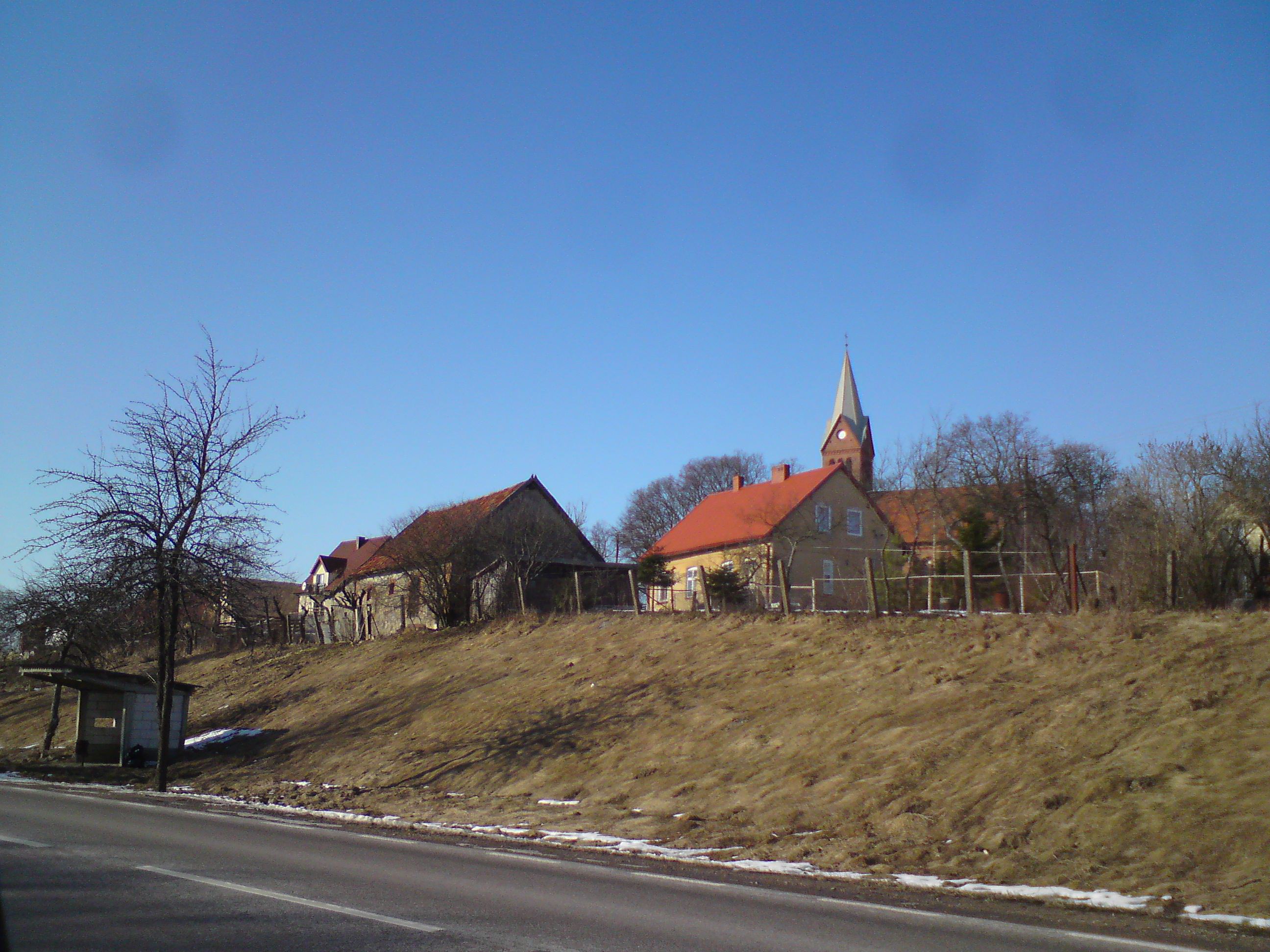
Blick auf Klusy

## Geschichte
Das Kirchdorf Claussen wurde 1551 gegründet und war später mit einer Windmühle sowie einem Sägewerk von überörtlicher Bedeutung. 
Am 27. Mai 1874 wurde der Ort Amtsdorf und damit namensgebend für einen Amtsbezirk, der bis 1945 bestand und zum Kreis Lyck im Regierungsbezirk Gumbinnen (ab 1905: Regierungsbezirk Allenstein) in der preußischen Provinz Ostpreußen gehörte.
Im Jahr 1910 waren in Klaussen 351 Einwohner registriert, 1933 waren es 345.
Aufgrund der Bestimmungen des Versailler Vertrags stimmte die Bevölkerung im Abstimmungsgebiet Allenstein, zu dem Klaussen gehörte, am 11. Juli 1920 über die weitere staatliche Zugehörigkeit zu Ostpreußen (und damit zu Deutschland) oder den Anschluss an Polen ab. In Klaussen stimmten 260 Einwohner für den Verbleib bei Ostpreußen, auf Polen entfielen keine Stimmen.
Am 1. April 1939 erfolgte die Teileingliederung des fünf Kilometer weiter südlich gelegenen Ortes Gorzekallen (1938 bis 1945 Gortzen, polnisch Gorzekały), bisher dem Amtsbezirk Grondowken (polnisch: Grądówka, nicht mehr existent) zugehörig, in die Gemeinde Klaussen. Die Einwohnerzahl im gleichen Jahr belief sich auf 330.
Mit dem gesamten südlichen Ostpreußen kam Klaussen 1945 in Kriegsfolge zu Polen und erhielt die polnische Namensform „Klusy“. Heute ist es Sitz eines Schulzenamtes (polnisch Sołectwo) und somit eine Ortschaft im Verbund der Stadt- und Landgemeinde Orzysz (Arys) im Powiat Piski (Kreis Johannisburg), bis 1998 der Woiwodschaft Suwałki, seither der Woiwodschaft Ermland-Masuren zugehörig.

### Amtsbezirk Klaussen (1874–1945)
Zum Amtsbezirk Klaussen gehörten ursprünglich sechs Dörfer, am Ende waren es noch vier:
| Name                      | Änderungsname 1938 bis 1945 | Polnischer Name | Bemerkungen                          |
| ------------------------- | --------------------------- | --------------- | ------------------------------------ |
| Klaussen                  |                             | Klusy           |                                      |
| Lipinsken (Ksp. Klaussen) | (ab 1935:) Seebrücken       | Lipińskie       |                                      |
| Pistken                   | Kröstenwerder               | Pistki          | 1928 nach Reuschendorf eingegliedert |
| Reuschendorf              |                             | Ruska Wieś      |                                      |
| Rogallicken               | Kleinrosenheide             | Rogalik         | 1928 nach Rosinsko eingegliedert     |
| Rosinsko                  | Rosenheide                  | Rożyńsk         |                                      |

Am 1. Januar 1945 waren noch die Gemeinden Klaussen, Reuschendorf, Rosenheide und Seebrücken in den Amtsbezirk Klaussen eingegliedert.

## Religionen

### Kirchengebäude

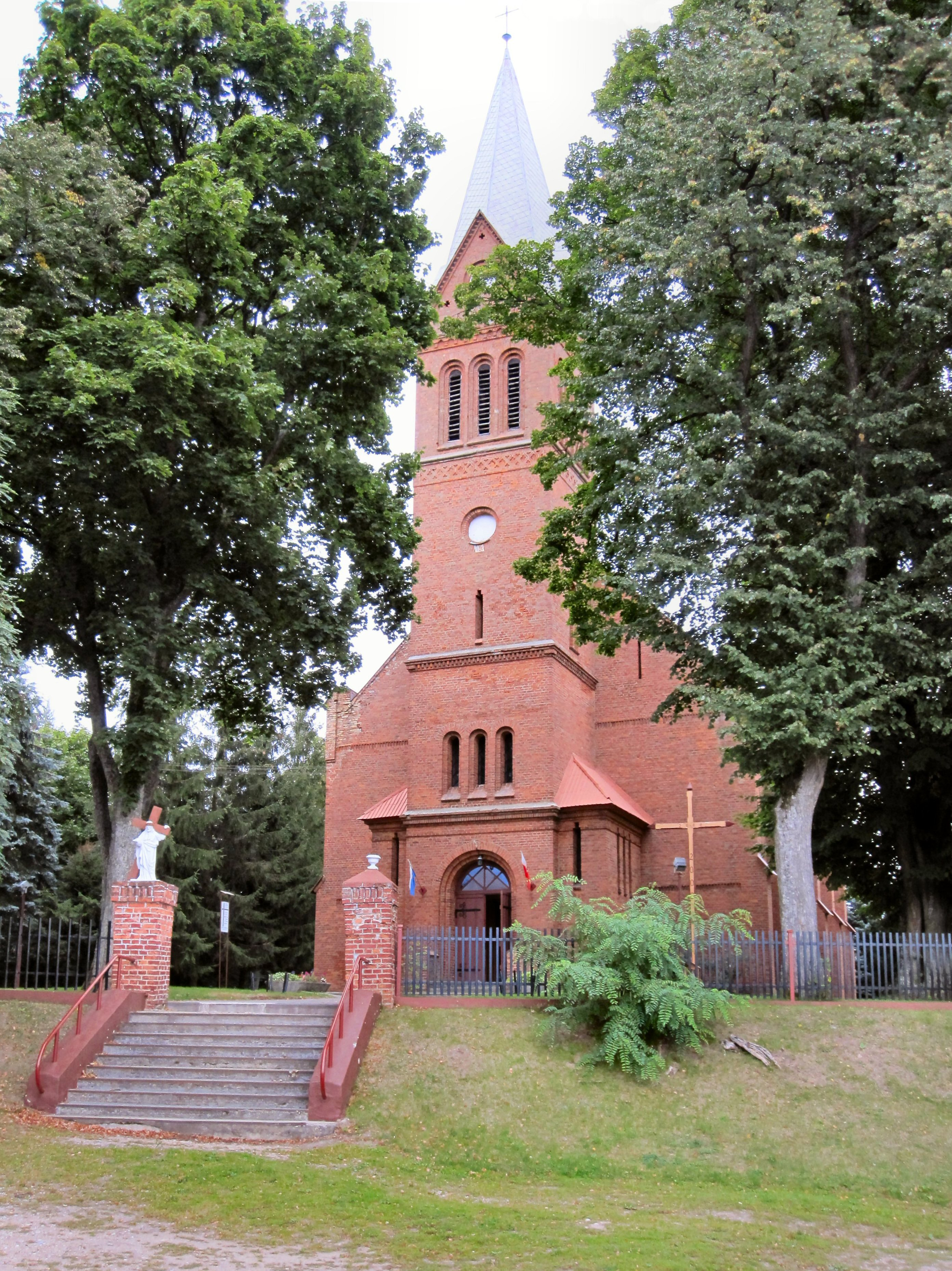
Die einst evangelische und heute katholische Pfarrkirche in Klusy

Schon 1354 existierte in Claussen eine weithin sichtbare Kapelle, die Clausula Mariana. Sie wurde 1754 durch einen Kirchenneubau ersetzt, der 1858 abbrannte und 1884 durch die heute noch stehende neugotische Kirche ersetzt. Bis 1945 war sie evangelisches Gotteshaus, seit 1947 dient sie als römisch-katholische Kirche, die den Namen Kościół Matki Bożej Wspomożenia Wiernych (deutsch Kirche der Mutter Gottes, Hilfe der Christen) trägt.

### Kirchengemeinde

#### Evangelisch
Seit dem 16. Jahrhundert amtierten an der Pfarrkirche in Klaussen evangelische Geistliche des lutherischen Bekenntnisses. Im Jahre 1925 zählte das Kirchspiel 3.088 Gemeindeglieder, die in fast 20 Kirchspielorten lebten. Bis 1945 war die Pfarrei Klaussen Teil des Kirchenkreises Lyck in der Kirchenprovinz Ostpreußen der Kirche der Altpreußischen Union. Flucht und Vertreibung der einheimischen Bevölkerung setzten dem Gemeindeleben nach 1945 ein Ende. Die heute in der Region Klusy lebenden wenigen evangelischen Kirchenglieder halten sich zur Kirchengemeinde in der Stadt Ełk (Lyck), einer Filialgemeinde der Pfarrei Pisz (Johannisburg) in der Diözese Masuren der Evangelisch-Augsburgischen Kirche in Polen.

#### Römisch-katholisch
Bis 1945 lebten nur sehr wenige Katholiken im Raum Klaussen. Ihre Pfarrkirche war die in der damaligen Kreisstadt Lyck (Ełk) im Dekanat Masuren II (Sitz: Johannisburg) im Bistum Ermland. Nach 1945 siedelten sich hier zahlreiche polnische Neubürger an, fast ausnahmslos römisch-katholischer Konfession. Ab 1947 nutzten sie das bisher evangelische Gotteshaus als ihre Kirche, die heute auch wieder Pfarrkirche ist. Die Pfarrei mit den Filialkirchen in Rożyńsk (Rosinsko, 1938 bis 1945 Rosenheide) und in Skomack Wielki (Skomatzko, 1938 bis 1945 Dippelsee) gehört zum Dekanat Ełk – Świętej Rodziny im Bistum Ełk der römisch-katholischen Kirche in Polen.

## Verkehr
Klusy liegt an der bedeutenden Ost-West-Achse Polens, der Landesstraße 16 (frühere deutsche Reichsstraße 127), die die drei Woiwodschaften Kujawien-Pommern, Ermland-Masuren und Podlachien verbindet und bis zur Grenze nach Litauen verläuft. Von der Woiwodschaftsstraße 656 führt eine Nebenstraße direkt nach Klusy. 
Die nächste Bahnstation ist Rogale (Rogallen) an der – allerdings nicht mehr regulär befahrenen – Bahnstrecke Czerwonka–Ełk (deutsch Rothfließ–Lyck).